# Madeline Smith
Madeline Smith, född 2 augusti 1949 i Hartfield i East Sussex, är en brittisk skådespelerska och fotomodell.

## Rollista i urval
- 1968 – Måste vi döda syster George?
- 1971 – Jason King (TV-serie)
- 1971 – Snobbar som jobbar (TV-serie)
- 1971 – The Two Ronnies (TV-serie)
- 1972 – Nu knycker vi p-piller
- 1973 – Leva och låta dö
- 1973 – Thalias hämnare
- 1974 – Steptoe and Son (TV-serie)
- 1976 – Tom Jones erotiska äventyr
- 1978, 1983 – I vår herres hage (TV-serie)
- 1980 – Varför bad de inte Evans?
- 2014 – Not Going Out (TV-serie)